# Anampses lineatus
Anampses lineatus е вид лъчеперка от семейство Labridae.

## Разпространение и местообитание
Видът е разпространен в Джибути, Египет, Еритрея, Йемен, Израел, Индия, Индонезия, Йордания, Кения, Коморски острови, Мавриций, Мадагаскар, Майот, Малайзия, Малдиви, Мианмар, Мозамбик, Оман, Реюнион, Саудитска Арабия, Сейшели, Сомалия, Судан, Тайланд, Танзания и Южна Африка.
Среща се на дълбочина от 10 до 45 m.

## Описание
На дължина достигат до 13 cm.